# Конституционный референдум в Таджикистане (2003)
Третий в истории независимого Таджикистана всенародный конституционный референдум по внесению изменений в некоторые главы и статьи (всего 56 изменений) Конституции Республики Таджикистан состоялся 22 июня 2003 года. Референдум получил неоднозначную оценку среди наблюдателей, экспертов и отдельных государств.

## Предыстория
В январе 2003 года верхняя палата Высшего собрания (Маджлиси Оли) Республики Таджикистан — Национальный совет (Маджлиси милли) предложила провести реформу действующей Конституции Республики Таджикистан, принятую всенародным референдумом 6 ноября 1994 года, в разгар гражданской войны 1992-1997 годов. Дебаты между парламентариями и правительством Таджикистана начались 24 февраля 2003 года, и 19 марта 2003 года обе палаты парламента Таджикистана приняли решение о внесении вопросов об изменении Конституции республики на всенародный конституционный референдум в соответствии с Конституцией, так как согласно Конституции, любое изменение Конституции осуществляется лишь после одобрения предложенных изменений гражданами Республики Таджикистан в ходе всенародного конституционного референдума. Оппозиция, в том числе Партия исламского возрождения Таджикистана, Демократическая партия Таджикистана и Социал-демократическая партия Таджикистана выступали против внесения изменений в Конституцию, так как по их мнению, продление полномочий президента до семи лет, возможность избираться на два срока и обнуление предыдущих сроков действующего президента Эмомали Рахмонова станут большим шагом погружения Таджикистана в еще больший авторитаризм, и в будущем откроет для Эмомали Рахмонова безграничные возможности для утверждения собственной власти и превращения Таджикистана в диктатуру. В этот период Таджикистан переживал острые социально-экономические проблемы, массовую безработицу, и пытался восстанавливать сильно подорванную гражданской войной (в 1992-1997 годах) экономику и имидж. Также в этот период отношения с соседним Узбекистаном по ряду причин были на уровне «холодной войны».

## Предложения референдума
Главным предложенным изменением в Конституцию Республики Таджикистан было ограничение срока полномочий президента Республики Таджикистан до семи лет и не более двух сроков подряд, но при этом, предыдущие сроки действующего президента Эмомали Рахмонова не учитывались и «обнулялись», и гипотетически при добросовестном соблюдении данного закона и при проведении очередных президентских выборов и гипотетических побед Эмомали Рахмонова на президентских выборах 2006 и 2013 годов, он мог оставаться у власти вплоть до 2020 года. Для этого, требовалось исключить из Конституции соответствующую статью, которая ограничивала сроки полномочий президента лишь одним сроком. Также на референдум были внесены вопросы введения бесплатного государственного здравоохранения, продление срока полномочий судей с 5 до 10 лет, изменения в соответствующих статьях о полном гарантировании государством соблюдения прав и свобод человека и гражданина и другие более мелкие изменения и дополнения. В общей сложности, были предложены 56 изменений в главы и статьи Конституции, которые были сформулированы лишь одним вопросом в бюллетени.

## Ход голосований
Бюллетени референдума были на трёх языках: на государственном и официальном языке Республики Таджикистан — на таджикском языке, на признанном Конституцией Республики Таджикистан как язык межнационального общения — на русском языке, а также на широко распространённом на севере и западе страны языке — на узбекском языке. По официальным данным ЦИК республики, на всенародном референдуме явка составила рекордные 96,39 % (то есть проголосовало 2,857,685 из 2,965,000 граждан, имеющих избирательные права). Избирательные участки были открыты и в некоторых посольствах и консульствах за рубежом, и больше всего за рубежом проголосовали граждане Таджикистана, находящиеся в России и Узбекистане. В тот же день, референдум был признан состоявшимся.

## Итоги
За внесение изменений проголосовало 93,82 % (или 2,661,250 человек), против проголосовало 6,18 % (или 175,246 человек). Парламентом были приняты соответствующие правки и изменения в Конституцию Республики Таджикистан. Многие страны Запада, в том числе США признали данный референдум не отвечающим международным требованиям.